# Ryan Saunders

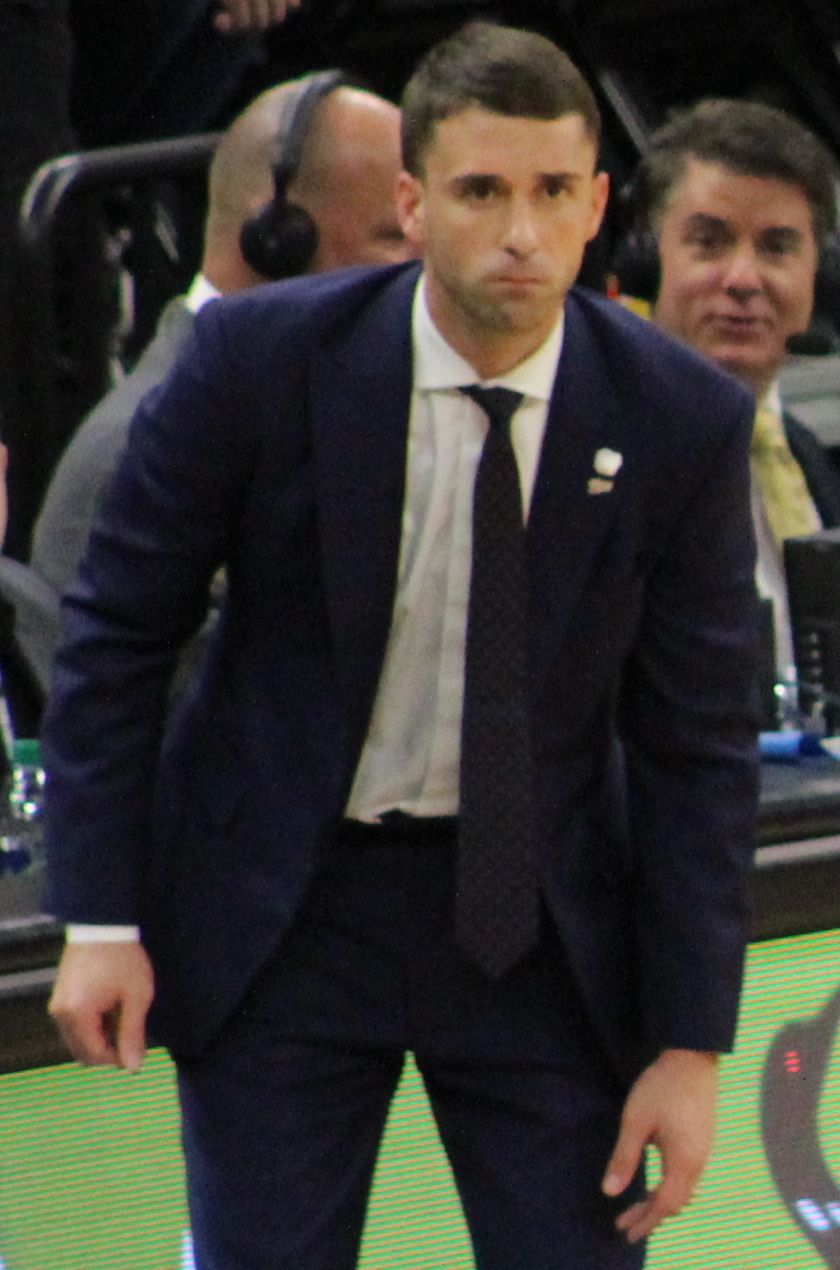
Saunders als Trainer der Minnesota Timberwolves (2019)

Ryan Philip Saunders (* 28. April 1986 in Medina, Minnesota) ist ein US-amerikanischer Basketballcoach und ehemaliger -spieler. Zuletzt war er Head Coach der Minnesota Timberwolves in der National Basketball Association (NBA). Zuvor war er im Bereich Spielentwicklung bei den Washington Wizards tätig.

## Kindheit und Jugend
Ryan Saunders ist der Sohn des NBA-Basketballtrainers Flip Saunders. Durch die Vereinswechsel seines Vaters übersiedelte die Familie in Saunders’ Kindheit nach Wisconsin und South Dakota, zog allerdings zurück nach Minnesota, als Flip Saunders einen Vertrag als Cheftrainer für die Minnesota Timberwolves erhalten hatte.
Saunders erhielt seinen Abschluss an der Wayzata High School in Plymouth (Minnesota). In seiner High-School-Zeit spielte er in seiner Schulmannschaft Basketball auf der Guard-Position. Nach seinem Abschluss an der High School absolvierte er ein Studium an der University of Minnesota und machte im Jahr 2008 seinen Bachelor im Bereich Sportmanagement. Er spielte während des Studiums in Minnesota wieder als Guard (2004–2008) und war zeitweise auch Mannschaftskapitän. In der Saison 2006–2007 konnte er aufgrund einer Handverletzung nicht eingesetzt werden und absolvierte auch in der Saison 2007–2008 keine Spiele.

## Karriere als Trainer
Saunders blieb nach dem College weiterhin an der University of Minnesota, wo er ein Jahr mit Tubby Smith zusammenarbeitete. Seit 2009 war er Assistenztrainer bei den Washington Wizards. Im Jahr 2014 wurde er Co-Trainer bei den Minnesota Timberwolves und am 6. Januar 2019 Interimstrainer, nachdem die Timberwolves Tom Thibodeau entlassen hatten.  Am 8. Januar 2019 debütierte er gegen die Oklahoma City Thunder und führte seine Mannschaft bei diesem Spiel in den Sieg. Am 20. Mai 2019 wurde er leitender Cheftrainer (Head Coach) und wurde mit 33 Jahren der jüngsten Cheftrainer der NBA.
Die Statistik seiner ersten Saison als Trainer der Minnesota Timberwolves weist 17 Siege bei 25 Niederlagen auf.

## Sonstiges
Saunders engagiert sich in Jugendbasketball-Camps und Wohltätigkeitsorganisationen.